# Micheil Tjiaureli

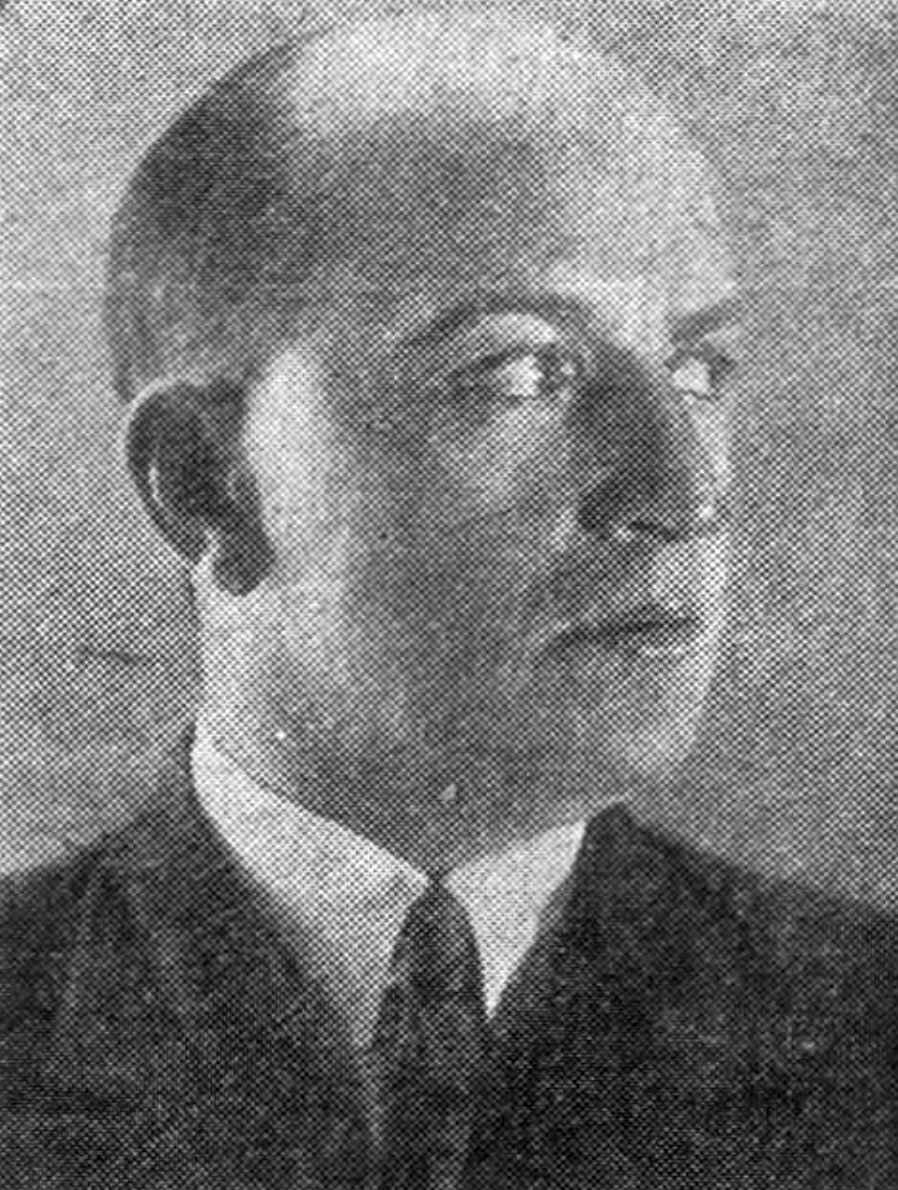
Micheil Tjiaureli 1938.

Micheil Edisjerovitj Tjiaureli (georgiska: მიხეილ ჭიაურელი, ryska: Михаи́л Едишерович Чиауре́ли, Michail Jedisjerovitj Tjiaureli), född den 6 februari 1894 i Tiflis, död 31 oktober 1974 i Tbilisi, var en sovjetisk (georgisk) filmregissör. År 1916 utexaminerades han från Konsthögskolan för måleri och skulptur i Tiflis som skulptör. Innan han slog igenom försörjde han sig också som låssmed, dekoratör, illustratör och skådespelare. 1922-24 levde han i Tyskland för att studera skulptur. 1924 återvände han till Georgien och grundade detta år den Georgiska teatern för musikalisk komedi.
Tjiaureli gjorde sin första film 1928, I sista minuten, ett kort film med handling från ryska inbördeskriget. Hans egentliga regidebut var filmen Förste löjtnant Stresjniov senare samma år. Hans första ljudfilm, som också var den första georgiska ljudfilmen, hette Den sista maskeraden (1934). Den blev en framgång och Tjiaureli tilldelades 1935 sin första Leninorden. Filmen Arsen (efter hjältens namn) från 1937 blev också en framgång.
Från mitten av 30-talet hade Josef Stalin fått till vana att slutläsa alla landets filmmanuskript, det hände ofta att han ändrade i dem. I viktiga filmer kunde han dessutom lägga sig i rollbesättningen. Stalin uppmärksammade nu Tjiaureli, som började arbeta med monumentala filmer med Stalin i handlingens centrum. Tjiaureli blev också en regelbunden gäst vid Stalins fester i Kreml och hans datja utanför Moskva. Stalins roll gestaltades i Tjiaurelis filmer av den långe och vackre georgiske skådespelaren Micheil Gelovani. Stalin tyckte mycket om Gelovanis rolltolkningar; däremot inte om Gelovanis georgiska brytning, som påminde Stalin för mycket om hans eget ryska uttal. I Gelovanis tolkning framställs Stalin som en allsmäktig ledare med stor visdom och kraft, men samtidigt som en mänsklig och varm person. Tjiaurelis filmer förkroppsligade Sovjetunionens kommunistiska partis påbud om socialistisk realism.
Filmen Den stora gnistan, också kallad De strävade efter fred (1938), beskriver Vladimir Lenin och Stalin som oktoberrevolutionens arkitekter. I Eden (1946) dör Lenin, och Stalin fortsätter i hans arbete, efter att vid Lenins begravning ha svurit en ed med mer eller mindre religiösa undertoner, om att fullfölja det revolutionära uppdraget. Tjiaureli flyttade 1946 till Moskva där han också verkade som professor vid Allunionens statliga kinematografiska institut (VGIK).
Höjdpunkten i Tjiaurelis (och Gelovanis) karriär blev filmen Berlins fall (1949) som var en symbolisk 70-årspresent till Stalin. Detta är också ett exempel på hur personkulten kring Stalin kunde ta sig uttryck under slutet av 40-talet. Stalin hade själv gjort viktiga ändringar i Tjiaurelis manuskript före inspelningen. Tjiaurelis dotter har berättat att Stalin rördes till tårar när han såg filmen första gången. Filmens slutscen skildrar hur Stalin på fredsdagen landar i Berlin (helt ohistoriskt) och möter jublet från en gigantisk folkmassa av Röda armé-soldater, fritagna krigsfångar och antifascistiska kämpar. I den här filmen höjs Stalin upp till närmast gudomlig nivå, det gäller till exempel scenen där Stalin vitklädd kliver ut flygplanet på Berlins flygplats. Filmen belönades med Kristallgloben vid Filmfestivalen i Karlovy Vary (Tjeckoslovakien) samt ett Stalinpris 1950. Detta enda år såg 38.000.000 sovjetmedborgare denna film.
Det oförglömliga året 1919 från 1952 skildrar hur den tappre Stalin kämpar mot kontrarevolutionärer, oavsett situation behåller han i varje läge sitt lugn och fattar kloka beslut. Efter Stalins död förlorade Tjiaureli sin framträdande position. Tjiaureli sändes till Sverdlovsk och fick jobb på Sverdlovsks filmstudio. Där tvingades han arbeta med lågbudget-filmer med föga framgång. Tjiaureli hade också haft förbindelser med Lavrentij Berija och framställs av många som en obehaglig person. Nikita Chrusjtjov säger i sina memoarer: "Tjiaureli var en osympatisk liten padda. Efter Stalins död och Berijas arrestering skickade vi honom till Ural. Jag vet inte vilken plats han intar i filmkonstens värld i dag, eller om han tagit någon lärdom av den kritik som han blev utsatt för efter sin beskyddare Stalins död."
Dmitrij Sjostakovitj som arbetade med Tjiaureli i två filmer menade att han var "en av de största skurkar och knölar" som Sjostakovitj stött på. "Han tyckte mycket om min musik, men han förstod absolut ingenting av den. Tjiaureli kunde inte skilja en fagott från en klarinett eller ett piano från en toalettstol."
Den franske filmkritikern André Bazin skrev år 1950 en artikel om framställningen av Stalin i sovjetisk film, där han jämförde Stalin med Tarzan: "den enda skillnaden mellan Stalin och Tarzan är att filmer som ägnas åt den senare inte gör anspråk på att vara strikt dokumentära".
1957 flyttade Tjiaureli tillbaka till sin hemstad Tbilisi och gjorde filmer med sin fru Veriko Andjaparidze och sin dotter Sofiko. Hans sista långfilm Du kan inte se vad jag sett från 1965 har nostalgiska och filosofiska återblickar. Han gjorde också tecknad film, bland annat Hur mössen begravde katten från 1969 som bygger på en satirisk bild av begravningen av tsar Peter den store, men filmens handling anspelar på maktkampen i samband med Stalins död.

## Filmer (urval)
- 1928 – Förste löjtnant Stresjniov (Первый корнет Стрешнев)
- 1929 – Saba (Саба)
- 1931 – Chabarda (Хабарда)
- 1934 – Den sista maskerad (Последний маскарад)
- 1937 – Arsen (Арсен)
- 1938 – Den stora gnistan (De strävade efter fred) (Великое зарево)
- 1943 – Georgij Saakadze (Георгий Саакадзе)
- 1946 – Eden (Клятва)
- 1949 – Berlins fall (Падение Берлина)
- 1952 – Det oförglömliga året 1919 (Незабываемый 1919-й)
- 1957 – Otars änka (Отарова вдова)
- 1960 – Berättelsen om en ung flicka (Повесть об одной девушке)
- 1963 – Generalen och margeriterna (Генерал и маргаритки)
- 1965 – Du kan inte se vad jag har sett (Иные нынче времена)
- 1969 – Hur mössen begravde katten (Как мыши кота хоронили)

## Utmärkelser och priser
- Stalinpris av första graden (1941) för filmerna Arsen och Den stora gnistan
- Stalinpris av första graden (1943) för första delen av filmen Georgij Saakadze
- Stalinpris av första graden (1946), för andra delen av filmen Georgij Saakadze
- Stalinpris av första graden (1947) för filmen Eden (1946)
- Stalinpris av första graden (1950) för filmen Berlins fall (1949)
- Sovjetisk folkartist (1948)
- Två Leninordnar

### Fotnoter
1. ↑  Den restaurerade filmen The Fall of Berlin, med kommentarer finns utgiven av International Historic Films, No 22855.
2. ↑  En komplett nyinspelning av filmmusiken till Berlins fall med Moskvas symfoniorkester under ledning av dirigenten Adriano finns på Marco Polo 8.223897.
3. ↑  Chruščev, Nikita Sergeevič (1971). Chrusjtjov minns, Stockholm: Bonnier, s. 342.
4. ↑  Šostakovič, Dmitrij Dmitrievič (1980). Vittnesmål: Dimitrij Sjostakovitjs memoarer. Stockholm: Rabén & Sjögren, s. 283.
5. ↑  Bazin, André (1997). Bazin at work: major essays & reviews from the forties & fifties. New York: Routledge. Kapitel 2 The myth of Stalin in the Soviet Cinema, citatet återfinns på s. 30.